# 国鉄H12形コンテナ
国鉄H12形コンテナ（こくてつH12がたコンテナ）は、日本国有鉄道（国鉄）が1969年（昭和44年）度に製作した、鉄道輸送用一種規格（11 ft）ホッパコンテナである。

## 概要
1968年（昭和43年）度にカーボンブラック専用クレーン取り扱いホッパコンテナとして富士重工業にて1個が製作された。形式名はH92形と定められた。積荷は低比重のためホッパ内にゴム袋を設置し、積載時は萎ませ搬出時には膨らませる構造とした。
1969年（昭和44年）度にH92形の使用実績を反映したH12形を31個富士重工業にて製作した。屋根の補強梁を内側から外側に変更したことがH92形との相違点である。H92形と合わせて32個が共通運用されたがH92形は一足早く1975年（昭和50年）度に廃止され形式消滅した。
ホッパ材質は普通鋼（一般構造用圧延鋼材）であり、寸法関係は全長3,238 mm、全幅2,297 mm、全高2,350 mm、荷重5 t、自重1.7 t、容積は12.5 m3である。
1981年（昭和56年）度に最後まで使用された8個が廃止され形式消滅した。晩年はポリエチレン輸送に転用された。